# Козырев, Алексей Сергеевич
 Алексей Сергеевич Козырев (родился 23 мая 1944 года в Ленинграде) — писатель-драматург, сценарист и общественный деятель, председатель комиссии по вопросам помилования на территории Санкт-Петербурга. С 2009 по 2011 год — уполномоченный по правам человека в Санкт-Петербурге. С 2014 по 2018 год — член Совета по правам человека при Президенте России. Член Союза российских писателей и Союза кинематографистов России, член Гильдии режиссёров РФ. С 2000 по 2010 год — председатель Общественного совета Санкт-Петербурга. Член межрегионального союза писателей Северо-Запада, член Объединённой комиссии по телерадиовещанию Санкт-Петербурга и Ленинградской области. Заслуженный деятель Северо-Запада России.

## Биография
Окончил Ленинградский педагогический институт им. Герцена. Работал преподавателем, руководителем учебного заведения. С 1977 по 1979 год преподавал на Кубе.
С 1990 по 1993 год был депутатом и членом президиума Ленсовета.
Алексей Козырев входил в состав Государственной комиссии по подготовке и празднованию 300-летия основания Санкт-Петербурга. С 2005 по 2008 год работал в составе Общественной палаты Российской Федерации.
В 2009 году стал учредителем некоммерческого партнёрства Культурно-просветительский центр деятелей театра и кино «АлеКо».
23 декабря 2009 года был избран уполномоченным по правам человека в Петербурге. В октябре 2011 года подал в отставку, которая была принята Законодательным собранием в ноябре.
В 2009 году создал Культурно-просветительский центр деятелей театра и кино «Алеко», а в 2011 году стал художественным руководителе одноимённого театра.
В декабре 2011 года прошёл первый международный кинофестиваль «Надежда», на котором были представлены фильмы, снятые за решеткой самими осужденными. Козырев стал председателем жюри и президентом фестиваля. Впоследствии фестиваль стал ежегодным.
В 2012 году Совет Федерации поддержал инициативы, принятые в октябре 2011 года на расширенном заседании Координационного совета уполномоченных по правам человека в Северо-Западном федеральном округе на тему «Соблюдение прав граждан в ходе призыва на военную службу».

## Литературная деятельность
Автор повестей:
- «Чижик-пыжик» (1999),
- «Наваждение» (1999),
- «Минус один, или Запятая в кармане» (издана в 2004 г. в России и в 2005 год в Швеции).

Алексей Козырев — автор сценария нескольких фильмов. Автор киносценария «Вдали обещанная встреча» (2006). Автор 40 пьес, идущих во таких театрах, как Тобольский драматический театр, Михайловский театр, театр русского мюзикла «АлеКо».
В 2007 году по его сценарию снят фильм «Казнить нельзя помиловать», получивший награду I международного правозащитного кинофестиваля «Ступени» как лучший среди полнометражных картин.
В 2009 году в прокат выходит кинофильм «Черта», снятый по сценарию, созданному на основе повести Алексея Козырева «Смерть даётся не один раз» и получивший приз ІІ Международного правозащитного кинофестиваля «Ступени» в номинации «За верность высоким идеалам гуманизма и духовности фильм».
В 2024 году издал книгу «Две дуэли. Гибель Пушкина и Лермонтова — тайн больше нет», в которой приводятся результаты научно-литературного исследования автора, посвящённые новой версии смерти двух поэтов.

## Призы и награды
Награждён медалями «Ветеран труда» и «В честь 300-летия Санкт-Петербурга», а также именной шпагой Кубинского правительства. Обладатель правительственной премии в области литературы и искусства. Победитель международного театрального фестиваля «Black & White» (Финляндия). Дипломант международного московского кинофестиваля «Сталкер».

## Личная жизнь
Женат. Имеет сына и дочь.